# Шрирам сена
Шрирам сена (англ. Sri Ram Sena; букв. «Армия Господа Рамы») — ультраправая индуистская общественная организация, основанная в конце 1960-х годов Балом Такереем — бывшим руководителем «Шив сены», «Баджранг дала» и «Вишва хинду паришад».
В августе 2008 года «Шрирам сена» бойкотировала проходившую в Дели выставку художника М. Ф. Хусейна. Активисты организации посчитали работы художника оскорбительными для индуистов. Наиболее сильное возмущение у них вызвала картина с изображением Бхарат Маты (Матери Индии) в обнажённом виде. Также «Шрирам сена» неоднократно выступала против празднования в Индии Дня святого Валентина.